# Candler College y Colegio Buenavista

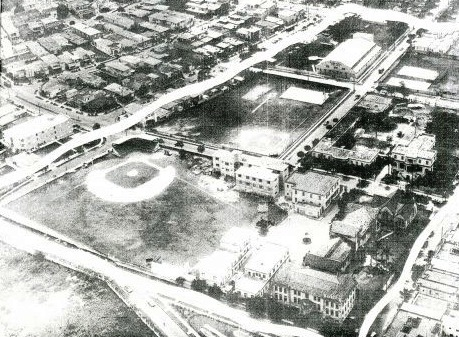
Vista área de Candler College y el Colegio Buenavista

El Candler College y el Colegio Buenavista fueron instituciones educativas fundadas por la Iglesia Metodista Episcopal del Sur  en Cuba. Fueron fundadas en dos fechas distintas, el Candler College en 1899 y el Colegio Buenavista en 1920, pero ambos dejaron de existir en 1961 al ser nacionalizados por el gobierno revolucionario de Fidel Castro. Estos colegios se proponían proporcionar una educación bilingüe en español y en inglés, basada en la fe cristiana.  Ofrecían desde el nivel preescolar hasta terminar la secundaria a los niños y jóvenes cubanos, como parte de la misión de la iglesia en la isla.
Aunque eran administrados por distintas dependencias de la Iglesia Metodista de Florida (Estados Unidos), estos dos colegios desarrollaban todas sus actividades coordinadamente. En Candler College se ofrecía la enseñanza elemental solo a los niños mientras que el Colegio Buenavista proporcionaba la educación primaria para las niñas. Las jovencitas matriculadas en Buenavista asistían a los programas de educación secundaria en Candler College junto con los jóvenes; ellas solamente recibían las clases de religión y de educación física en las instalaciones de Buenavista. Algunos muchachos de Candler hacían el séptimo y el octavo grados en inglés en Buenavista para poder seguir el High School de los Estados Unidos. Los niños más pequeños también iban a Kindergarten junto con las niñas. Candler College tenía un internado solo para varones. De modo similar, Buenavista proporcionaba el pupilaje para las niñas y señoritas. Los dos colegios también tenían servicios de transporte escolar y de almuerzo por separado para los alumnos que no vivían a corta distancia de estos.
Con el fin de dar a sus graduados y a otros estudiantes la oportunidad de continuar estudios universitarios, en Candler College se organizó la Universidad Candler desde 1956, abriendo las facultades de Pedagogía, Idiomas, Filosofía y Letras, Farmacia y Ciencias Comerciales para comenzar en 1957.
Estas instituciones fueron creciendo en número de estudiantes y en prestigio a lo largo de los años hasta que su labor educativa fue interrumpida en 1961, cuando el régimen que se instauró en Cuba en 1959 nacionalizó todos los planteles educativos privados (religiosos y laicos). Durante los años en que existieron Candler College y el Colegio Buenavista ambos colegios prestaron un exitoso servicio a la juventud cubana preparando a sus alumnos para la vida ciudadana al proporcionarles, además de la instrucción oficial, una formación integral basada en valores cristianos, morales y patrióticos.

## Ubicación, edificios e instalaciones

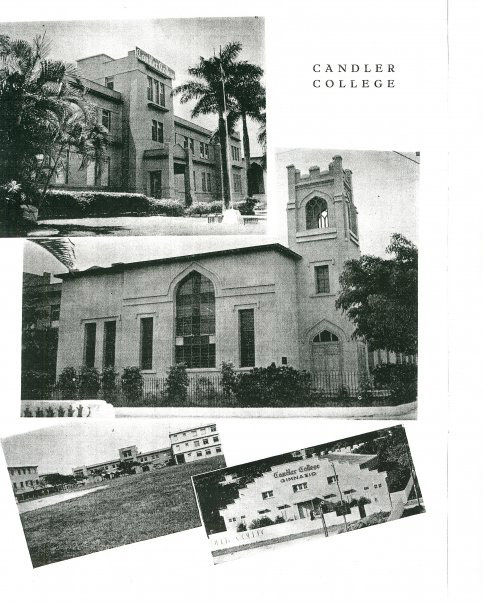
Edificios de Candler College: Edificio principal, capilla, terrenos deportivos y gimnasio

Candler College estaba situado en la esquina suroriental de la intersección de las calles Miramar (Calle 54) y Gutiérrez (Ave. 43) en La Ceiba, Marianao.  La entrada principal de Candler quedaba por la Calle Gutiérrez (Ave.43) y daba acceso a los jardines de la parte del frente del edificio principal, donde estaban las oficinas en la planta baja y los dormitorios para los pupilos en el segundo y el tercer pisos. Por esta entrada, tomando hacia la izquierda, estaban el Rincón Martiano y el edificio de dos pisos donde se hacían las clases de High School. Por la parte trasera de este edificio, que daba a la Calle Lanuza (Calle 52) se abrió una entrada para los estudiantes de la Universidad Candler. Había otras tres entradas en la Calle Miramar (Ave. 54): una que se usaba para entrar a la Capilla, la siguiente permitía la entrada de carros a la explanada y lugar de estacionamiento; esta entrada tenía a mano derecha el edificio de dos pisos de la Escuela de Comercio, con sus aulas bien equipadas y espaciosos pasillos, y a la izquierda se encontraba el edificio de la Biblioteca, que también tenía dos pisos. Rodeando la explanada se veían la parte de atrás del edificio principal con sus largos pasillos, el frente del edificio de High School, el comedor y cocina con el apartamento para el director en el segundo piso y el edificio de tres pisos que ocupaba la Escuela de Bachillerato, con sus laboratorios y el Museo de Ciencias Naturales, además de las aulas de clases. Separado por una cerca, estaba el campo para deportes, la cancha de squash y más allá el terreno y el estadio de béisbol. La tercera entrada era la del edificio de la Escuela Elemental, al frente de la Calle Font (Ave. 45). En el lado opuesto de la calle, había otro terreno de deportes en la esquina de la Calle 54 y Ave. 45. El Gimnasio, con su moderno tabloncillo de madera para jugar baloncesto y voleibol bajo techo y un escenario en la parte posterior, se encontraba situado en la esquina suroccidental de la Calle 56 y la Ave. 45.

El Colegio Buenavista estaba situado frente a las entradas del costado de Candler, en la esquina suroccidental de la Calle 54 y la Avenida 43.

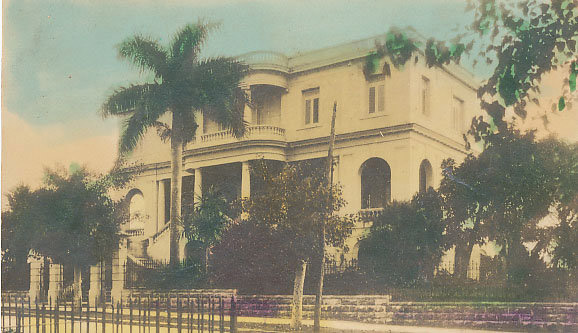
El edificio principal de Buenavista

 Tenía tres entradas por la Calle Miramar (Calle 54): la primera era una reja para entrar al edificio principal, la hermosa mansión que fue adaptada a la necesidades iniciales del colegio. En la planta baja de esta se encontraban: el cuarto de materiales, la cocina, el comedor y dos aulas de clases. En la fachada había dos escaleras convergentes en una terraza grande que daba acceso a las oficinas, la biblioteca y la sala, desde donde un pasillo conducía a la enfermería, los dormitorios y los baños para las pupilas y la directora, en el segundo piso. En el tercer piso había más dormitorios para las pupilas mayores y las misioneras. A la izquierda de este edificio había una entrada para carros, jardines, un garaje y un pequeño cuarto. Un pasillo a la izquierda conducía a las aulas, alineadas a lo largo de la Calle 54 y la Ave. 45, que limitaban el patio grande con sus jardines. Éste comprendía áreas recreacionales, la plataforma para las actividades culturales, el Rincón Martiano y, del otro lado, la cancha de tenis y voleibol. Una tercera entrada a los jardines de la Calle Miramar llevaba a un vestíbulo que separaba un pequeño cuarto de meditación religiosa y un aula de clases y al largo pasillo que daba acceso a las demás aulas. También había una entrada por la parte trasera del patio, en la Calle Primelles (Calle 56). Cruzando esta calle, una pequeña puerta permitía entrar al terreno de deportes para las alumnas de Buenavista. Junto a este terreno se construyó el Auditorium de ambos colegios, localizado en la esquina suroccidental de la Calle 56 y la Ave. 43. Diagonal a éste, en la esquina nororiental, con la entrada por la Ave. 43, se encontraba el edificio de dos pisos con un patio más pequeño para las alumnas de preescolar hasta tercer grado.
Ambos colegios ocupaban en total un vasto terreno cuya área de más de 32,000 metros cuadrados estaba limitada por la Ave 45 A al sur, la Calle 52 al este, la Calle 58 al oeste y la Ave. 43 al norte. Esta gran extensión estaba atravesada por tres calles: la Calle 54, la Ave. 45 y la Calle 56, las cuales separaban los edificios de los colegios y los terrenos de deportes, el gimnasio y el auditorio.

## Historia
La primera escuela metodista de Cuba fue fundada en 1899 por el misionero estadounidense Thad E. Leland en la Calle Virtudes de La Habana. Esta se fundó cuando el obispo de la Iglesia Metodista de la Florida, el reverendo Warren Akin Candler, propuso dar un nuevo impulso a la obra misionera iniciada en Cuba en 1883, mediante proyectos educativos. En 1903 esta escuela recibió el nombre Candler College en honor al Obispo Candler.
El reverendo H. B. Bardwell, misionero en Cuba desde 1903, sucedió a los reverendos E.E Clements y B.F. Gilbert como director de Candler College en 1909. Consciente de la necesidad de expandirse, la Junta de Misiones de la Conferencia de la Florida adquirió una vasta extensión de tierra en La Ceiba, Marianao, donde se construyó en 1912 el primer edificio para la nueva sede del colegio, inaugurada en enero de 1913. Por algún tiempo, la escuela de La Habana y la nueva sede funcionaron bajo el mismo nombre hasta que se organizaron como colegios independientes. La sede de La Habana se llamó Colegio Metodista Central y la de Marianao conservó el nombre Candler College. Además de ofrecer educación elemental y secundaria, entre 1924 y 1946 en Candler College funcionó un seminario teológico, la Escuela de Pastores, que estuvo bajo la dirección del reverendo B. F. Gilbert seguido por el reverendo E.E, Clements.
El reverendo Bardwell dirigió el Candler College durante cuarenta años, durante los cuales se consolidó el espíritu del colegio. Fue reemplazado en 1949 por el reverendo Carlos Pérez Ramos, quien había sido director asistente desde 1946.  Bajo su dirección, el colegio siguió creciendo y se construyeron otros edificios e instalaciones para satisfacer nuevos requerimientos.
El Colegio Buenavista fue fundado en 1920 por la Junta Femenina de Misiones de la Iglesia Metodista con el fin de proporcionar una educación cristiana a niñas y señoritas y responder a la solicitud de los padres de alumnos de Candler College que demandaban para sus hijas una educación de calidad similar a la que tenían sus hermanos. Este colegio femenino comenzó a funcionar en una residencia rodeada de jardines que adquirió la iglesia cruzando la calle Miramar, por el costado del Candler. Además de ofrecer la educación primaria para las niñas, entre 1926 y 1938 en Buenavista funcionó una Escuela Normal que preparó cientos de maestros/as, dirigida por Luis Alonso.
Hasta 1960 las directoras del Colegio Buenavista fueron misioneras estadounidenses que habían realizado labores de evangelización y trabajo social de la iglesia metodista en distintos lugares de la isla. Bajo su dirección el colegio creció al mismo ritmo que Candler College. Miss Belle Markey, la primera directora, fue seguida por Miss Junia Jones y luego por Miss Ione Clay, quien ocupó el cargo por más de 25 años, hasta su retiro en 1956, y fue reemplazada por Miss Juanita Kelly, a quien sucedió Miss Lorraine Buck. Cuatro meses antes de la nacionalización del colegio, el reverendo Humberto Carrazana, pastor de la Iglesia Metodista de Marianao, fue nombrado director del Colegio Buenavista.
Durante varias décadas, los colegios se consideraron entre los mejores de Cuba y “muchos graduados eran aceptados en las mejores universidades de los Estados Unidos sin realizar exámenes de admisión”. Algunos bancos y otras empresas comerciales con frecuencia ofrecían puestos vacantes a estudiantes del colegio que estaban próximos a terminar sus estudios de Contador y de Secretariado.

## Fundamentos
Candler College y el Colegio Buenavista estaban fundamentados en el credo y la disciplina de la iglesia metodista. Se abrieron para preparar a los alumnos para su vida futura fuera del colegio sobre la base de la fe y la práctica cristianas así como los valores morales, cívicos y patrióticos. Sus propósitos eran proporcionar una educación integral que contribuyera al desarrollo personal de los estudiantes como individuos y miembros de la sociedad y elevar el nivel educativo de la recién fundada república.

### Enfoque metodista
De acuerdo con el pensamiento de John Wesley, una buena educación era considerada “una de las mejores formas de transformar a los individuos, las comunidades y las sociedades como totalidad” para su mejoramiento y la gloria de Dios. La educación no era solo la adquisición de conocimientos académicos sino también de sabiduría y de humildad, lo cual estaba fundado en las enseñanzas de Cristo, con el fin de crecer intelectual, personal y espiritualmente. Se estimulaba la búsqueda de la verdad por medio de la razón, la investigación y el debate, basados en la libertad de pensamiento y expresión. Se promovían altos estándares académicos así como el desarrollo de talentos mediante variadas actividades. En consecuencia, se les planteaban retos a los alumnos, se les inspiraba y se les apoyaba para que lograran lo mejor de sí a través de la autodisciplina y una fuerte ética de trabajo.
Candler y Buenavista mantenían un enfoque distintivo de la educación que incorporaba los valores éticos cristianos. El Credo Social Metodista enfatiza el interés en el bienestar social y la justicia así como la necesidad de combatir el prejuicio y la intolerancia en cualquier forma que tomen mediante el afianzamiento del respeto y la comprensión mutuos. Así que se reforzaban actitudes y conductas tolerantes, respetuosas y no discriminatorias.
Se esperaba que los alumnos aprendieran a diferenciar el bien y el mal sobre la base de los valores cristianos y morales. Los valores familiares basados en el amor y la mutua comprensión y apoyo eran parte importante de la formación de los estudiantes.
Altos ideales de patriotismo estaban presentes en la educación de los estudiantes: amar a su patria y ser leales a ella, respetar y honrar los emblemas nacionales y reconocer los méritos de los principales forjadores de la nación, conocer su historia, cultura y tradiciones así como los logros de la recién creada república e interesarse en las necesidades y problemas de su pueblo y de sus esfuerzos por resolverlos.
Los valores cívicos de libertad y democracia y las normas de convivencia relacionadas con derechos y deberes tenían un lugar central en la tarea de preparar futuros ciudadanos así como inculcarles buenos modales y los hábitos apropiados requeridos para vivir en sociedad.
Los fuertes lazos con la Conferencia de la Iglesia Metodista de la Florida, que parcialmente sostenía a ambos colegios, se ponían de manifiesto en la influencia que tenían la cultura y tradiciones norteamericanas en los colegios. La bandera de los Estados Unidos estaba presente en todas las fiestas y ceremonias junto con la bandera cubana y se cantaban los himnos nacionales de los dos países.

### Himnos y emblemas

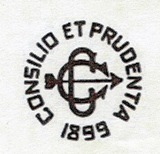
El sello de Candler College

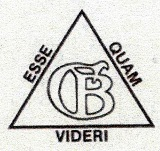
El sello del Colegio Buenavista

El principio que adoptó Candler College como guía era Consilio et Prudentia (Sabiduría y Prudencia). El lema del Colegio Buenavista, que aparece en su sello, era Esse quam Videri (Ser en vez de parecer). Los banderines de Candler College llevaban los colores distintivos del colegio, el rojo y el negro. Los de Buenavista el anaranjado y el negro. Los himnos de los colegios eran los siguientes:

Candler College
1 ¡Salve Candler!
Emblema para siempre de nobleza y virtud
Santa Madre del alma nos enseñas
la verdad y rectitud.
Como faro que al triste marinero
en la noche guiará
eres luz que la senda del alumno
con saber alumbrará.
Coro: Candler, Candler rinden homenaje hijos siempre leales el nombre del Alma Mater exaltad.
2 Con afecto tus hijos hoy alegres
quieren todos entonar
himno de tus gloriosas tradiciones,
tu gran nombre celebrar.
Tus ideales, cual joyas apreciadas,
a la patria adornarán.
Tus preceptos agradecidos hijos
en el alma guardarán.
Coro
autora:Catalina Bardwell, 1930

Colegio Buenavista
1 Al colegio querido por todas
entonemos un himno en loor
prometiendo por siempre ser fieles
a su emblema que es honra y amor.
Compañeras cantemos el himno
de la escuela querida en honor
Buenavista serás nuestro faro
por tu nombre sabremos triunfar.
Coro: Compañeras cantemos el himno de la escuela querida en loor  ¡Buenavista! digamos alegres  !Buenavista! con honda emoción.
2 Buenavista tu nombre glorioso
expresión de tu vida nos da
nuestros pechos serán tu baluarte,
por tu nombre sabremos triunfar.
Buenavista que siempre amorosa
enseñanza y cariño nos das
y el augusto saber nos entregas
para entrar en la vida mejor.
Coro
3 Compañeras la obra sigamos
y que a todas nos guíe el deber
prometiendo por siempre ser fieles
respetando la voz de su ley.
Compañeras cantemos el himno
de la escuela querida en loor
y sus ecos retumben gloriosos
como un salmo que llegue hasta Dios.
Coro
autores:producción colectiva años '30, no registrados

## Estructura académica
Candler College consistía en cuatro escuelas, cada una coordinada por un subdirector:
- Escuela Elemental, que comprendía un grado educación preprimaria y siete grados de educación primaria (el último se llamaba preparatoria). Al terminar el sexto grado los estudiantes podían entrar al Bachillerato si pasaban en cualquiera de los institutos públicos de segunda enseñanza el examen de ingreso oficial que se requería.
- Escuela de Bachillerato, la secundaria en español, que comprendía cinco años.  En el último, los alumnos podían elegir entre dos ramas: Ciencias y Letras. Los estudiantes salían preparados para continuar estudios de educación superior en las diferentes carreras que se ofrecían en el país a nivel universitario.
- Escuela de Comercio, consistente en dos ramas diferentes: Contador y Secretariado, que en un principio fueron programas de tres años cada uno. Pero desde el curso de 1957-58 Contador se amplió a cuatro años. Al terminar estudios en estos programas los estudiantes estaban preparados para entrar al mundo del trabajo en empresas comerciales o donde se requiriera el trabajo de oficina.
- High School en inglés, que consistía en cuatro años de educación secundaria que preparaban al estudiante para continuar estudios de educación superior en los Estados Unidos.

El Colegio Buenavista ofrecía el preescolar (Kindergarten y Preprimario) y la educación primaria en español y en inglés desde primero a octavo grados. Sus alumnas continuaban la educación secundaria en Candler College.
El currículo correspondía al modelo de escuela graduada adoptado en Cuba a comienzos del siglo XX, que implica el carácter progresivo del proceso de enseñanza-aprendizaje, por lo que los contenidos de las asignaturas estaban secuenciados progresivamente desde el preescolar hasta la educación secundaria.
Candler y Buenavista seguían los programas oficiales para la Escuela Primaria y el Bachillerato propuestos por el Ministerio de Educación, los cuales determinaban en forma precisa los contenidos para las asignaturas de cada grado en los Planes de Estudio, así como el tiempo requerido para cada una. Los maestros seleccionaban los libros de texto y los materiales entre los que preparaban autores cubanos. La Educación Primaria en español y el Bachillerato contaban con reconocimiento oficial, pues había supervisores del Ministerio de Educación que visitaban periódicamente las clases de la escuela primaria. La Escuela de Bachillerato estaba incorporada el Instituto de Segunda Enseñanza de Marianao, por lo que los estudiantes debían presentar exámenes de cada asignatura ante profesores de este instituto dos veces al año para obtener la acreditación de sus resultados,  y al terminar, el diploma oficial que les permitiría entrar a la universidad. En la Escuela de Comercio los profesores preparaban los planes de estudio. Los libros de texto y los materiales eran seleccionados por ellos entre los que ofrecían las casas editoriales y estaban disponibles en las librerías. Los planes de estudio para el High School seguían el currículo de los Estados Unidos y los textos se traían de allá.  Los horarios, los espacios y los recursos didácticos eran concebidos y administrados coordinadamente por los subdirectores y maestros. Ellos eran autónomos para conducir el proceso de enseñanza-aprendizaje. Cada maestro tenía libertad para elegir los métodos de enseñanza y los materiales didácticos que considerara más convenientes para cada asignatura y era responsable de la evaluación de los estudiantes, incluyendo la observación de sus dificultades y necesidades con el fin de mejorar sus rendimientos. Las calificaciones o notas se informaban mensualmente a los padres de los alumnos.
La educación religiosa era importante en ambos colegios. Las clases de Biblia hacían parte del currículo en todos los grados. Los alumnos no solo leían la historia y las enseñanzas de Jesús y los apóstoles en el Nuevo Testamento, también aprendían sobre la historia del pueblo hebreo, sus líderes, profetas, y otros personajes; igualmente aprendían los Diez Mandamientos y leían los Salmos y Proverbios en el Antiguo Testamento. Adorar a Dios y orar eran parte de la formación del estudiante. Dos veces a la semana se reunían por separado las alumnas de Buenavista y los muchachos de Candler en la Capilla, donde se predicaba la palabra de Dios y se trataban temas relacionados con valores espirituales, morales, cívicos y patrióticos.

## Actividades extracurriculares
Los alumnos tenían una variedad de oportunidades para complementar su instrucción académica mediante actividades extracurriculares.

### Deportes
El atletismo y los deportes se practicaron siempre en Candler. En sus comienzos los deportes favoritos eran el tenis y el béisbol junto con el entrenamiento de campo y pista. Después, los alumnos también practicaban softbol, baloncesto, voleibol y squash en lugar de tenis.  Algunos estudiantes podían participar en los equipos que eran entrenados especialmente para competir en los campeonatos intercolegiales; ganaron muchos trofeos en béisbol y en baloncesto.
Las jovencitas también practicaban deportes en Buenavista: softbol, kickbol, voleibol y baloncesto. Se entrenaban equipos con las mejores jugadoras para participar también en competencias intercolegiales.

### Música
En Buenavista había un Departamento de Música que, además de las clases regulares de música incluidas en los planes de estudio, ofrecía lecciones de piano y de solfeo y teoría musical. Las alumnas podían tomar estas clases en su tiempo libre o al finalizar el horario escolar cada día. El Recital Anual era una tradición de muchos años, en la que las alumnas que tomaban clases de piano tocaban una pieza de música clásica. En éste participaba también la Banda Rítmica.
En las décadas de 1940 y 1950 existió también una banda escolar que participaba en las Paradas o celebraciones patrióticas y tocaba el Himno Nacional durante el saludo a la bandera.
Además, se preparaban coros especialmente para participar en festivales y otras celebraciones.
Desde 1958 se organizó un coro con alumnos de ambos colegios.

### Otras actividades extracurriculares
En diferentes épocas se organizaron algunos grupos de estudiantes interesados en literatura, apreciación musical, teatro, oratoria, o la publicación de un periódico escolar, orientados por un maestro consejero.
Las excursiones eran oportunidades tradicionales para visitar lugares cercanos al colegio o lugares históricos o recreativos en distintas partes del país.
En Candler College había también una tropa de boy scouts.
Además, se organizaban festivales, bazares, representaciones teatrales, celebraciones navideñas y otras que hacían parte de la planeación anual de las actividades escolares.

## Profesorado y personal administrativo
Inicialmente los maestros de las dos instituciones fueron misioneros de la iglesia metodista provenientes de los Estados Unidos quienes, además de su labor evangelizadora, servían como maestros. Uno de los principales objetivos de los colegios era la preparación de maestros y pastores cubanos para continuar la misión de la iglesia. Al finalizar su capacitación, algunos de los alumnos podían llegar a ser maestros de los colegios. Era común seleccionar a la mayoría de los maestros entre miembros de la iglesia metodista.  Algunos de los maestros de inglés eran misioneros metodistas y otros eran maestros procedentes de los Estados Unidos o algunos cubanos que tenían un perfecto dominio de la lengua inglesa. El cuerpo de profesores de cada plantel estaba constituido por todos sus maestros, quienes debían tener título de normalista, de doctor en pedagogía o haber realizado estudios universitarios en otras carreras. Aparte de su trabajo en las aulas, los maestros eran consultados con frecuencia por los estudiantes sobre cuestiones personales y a muchos de sus alumnos les servían de modelos de actitudes y conductas para sus vidas en el futuro.
El personal administrativo, que se desempeñaba en las oficinas y los internados, así como los demás empleados de los colegios, se seleccionaba entre antiguos alumnos, miembros de la iglesia metodista o personas muy cercanas a esta. Los directores de los colegios, nombrados por la Conferencia Anual de la iglesia, orientaban y supervisaban directamente sus labores. Todo el personal debía colaborar en crear el ambiente propicio para la formación integral de los alumnos conforme a las regulaciones dispuestas por la iglesia.

## Alumnado
Candler College y el Colegio Buenavista estaban abiertos a todos los niños y jóvenes sin más requisitos que, aparte del pago de la cuota mensual, comprometerse a respetar sus normas. Algunos estudiantes eran becados por la iglesia y algunos padres obtenían una reducción en la cuota para la educación de sus hijos.
Los dos colegios no admitían exclusivamente estudiantes metodistas o protestantes. La mayoría de los alumnos eran católicos y también había algunos estudiantes judíos.  Debido al buen nivel en la enseñanza de la lengua inglesa, Candler y Buenavista eran escogidos por muchos padres de estudiantes extranjeros que vivían en Cuba.
En los sesenta y dos años de existencia de Candler College y cuarenta y uno de Buenavista, muchos miles de estudiantes salieron de los colegios preparados para continuar estudios superiores o entrar al mundo del trabajo y llegar a ser buenos ciudadanos. Ellos estaban equipados con sólidas bases de fe religiosa y valores morales para enfrentar la vida después de la escuela.

### Asociaciones de exalumnos
La Fraternidad Candler era la asociación de graduados y exalumnos de Candler College. Las antiguas alumnas de Buenavista pertenecían a la Asociación de Exalumnas del Colegio Buenavista.
Gran cantidad de exalumnos y maestros de Candler y de Buenavista dejaron su país en los comienzos de la década de 1960 cuando la revolución que tomó el poder en 1959 se volvió hacia el comunismo. Otros emigraron más tarde. La mayoría fue a vivir en los Estados Unidos, concentrándose el mayor número en la Florida. Algunos de los que han estado en contacto se han reunido en diferentes ocasiones para recordar los viejos tiempos y reafirmar el espíritu de los colegios que todos ellos comparten.
Los antiguos alumnos de Candler y Buenavista que se quedaron en Cuba han constituido la Fraternidad Candler-Buenavista y se reúnen anualmente desde 1999.

## Galería de fotos

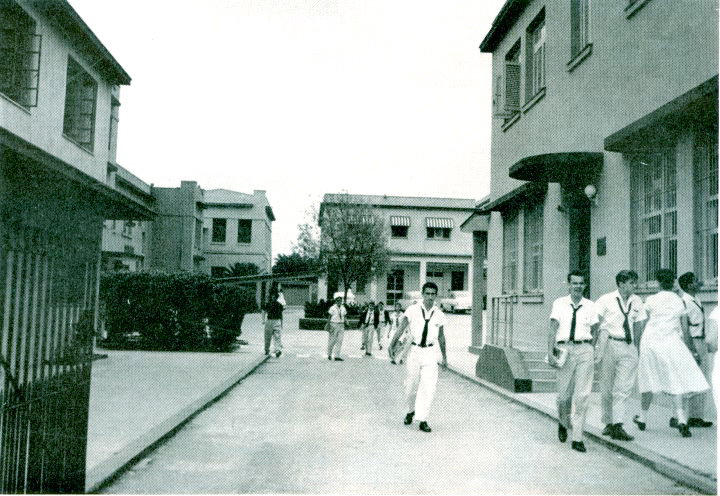
Alumnos de Candler College
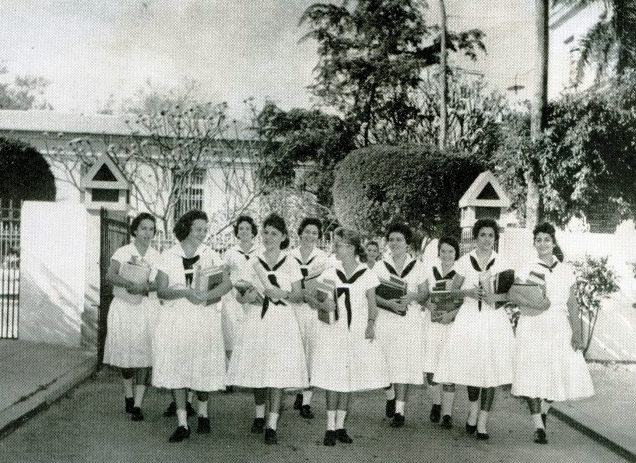
Alumnas del Colegio Buenavista
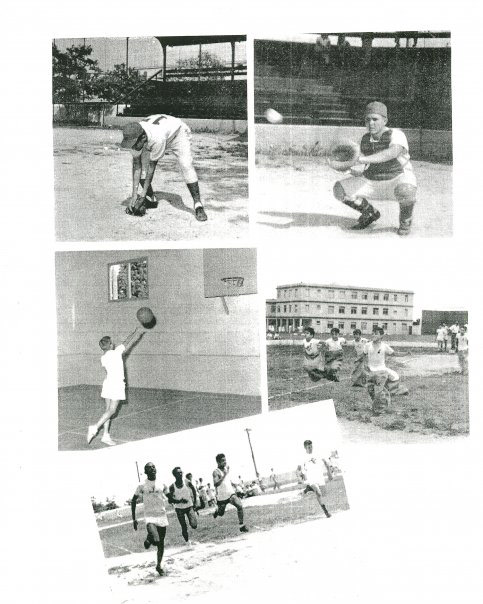
Práctica de deportes en Candler College
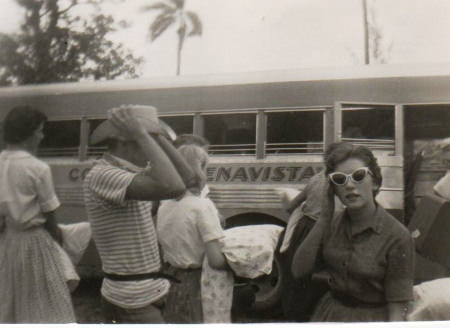
Un paseo en 1959